# Wardon
Wardon (hebr.: ורדון) – wieś położona w samorządzie regionu Jo’aw, w Dystrykcie Południowym, w Izraelu.
Leży w północno-zachodniej części pustyni Negew.

## Historia
Osadę założono w 1968.

## Komunikacja
Na zachód od wioski przebiega droga ekspresowa nr 40  (Kefar Sawa-Ketura).